# UFC 237
UFC 237: Namajunas vs. Andrade foi um evento de MMA produzido pelo Ultimate Fighting Championship no dia 11 de maio de 2019, na Jeunesse Arena, em Rio de Janeiro, Brasil.

## Background
A disputa de cinturão do peso palha feminino entre a campeã Rose Namajunas e a Jéssica Andrade serviu de luta principal da noite.
A luta na categoria peso galo feminino entre a ex-desafiante Bethe Correia e Irene Aldana estava agendada para o UFC 227, mas Correia saiu do duelo por uma lesão e o combate foi reagendado para este evento. Nas pesagens, Correia pesou 141 libras (63,9kg) ficando 5 libras cima do limite da categoria dos pesos galos de 136 libras (61,7kg) em lutas que não valem o cinturão. Como resultado, a brasileira perdeu 30% de sua bolsa que foi para Aldana.
A luta na categoria peso galo feminino entre a Talita Bernardo e Jessica Rose-Clark estava programado para o evento. Entretanto, no dia 3 de abril, Clark saiu do combate por uma lesão e foi substituída pela estreante Melissa Gatto. Por sua vez, Gatto saiu do duelo há pouco dias do evento e foi substituída por Viviane Araújo.
A luta na categoria peso mosca feminino entre Luana Carolina e Wu Yanan era esperado para este evento. Porém, no dia 22 de abril, Yanan saiu do combate devido a uma lesão e foi substituída por Priscila Cachoeira.
A luta na categoria peso galo entre Said Nurmagomedov e Raoni Barcelos era esperado para este evento. No entanto, no dia 1 de maio, Nurmagomedov saiu do combate por motivos desconhecidos e foi substituído pelo estreante Carlos Huachin.
A luta nos leves entre Carlos Diego Ferreira e Francisco Trinaldo era esperado para o card principal. Contudo, Ferreira saiu do combate no dia da pesagem por problemas com o corte de peso. Como resultado, o duelo foi cancelado.

## Card Oficial
Nota 1 Pelo Cinturão Peso Palha Feminino do UFC. 

## Bônus da Noite
Os lutadores receberam $50.000 de bônus:
- Luta da Noite:  Jéssica Andrade vs.  Rose Namajunas
- Performance da Noite:  Jéssica Andrade e  Warlley Alves

## Ligações Externas
1. ↑  Nota 1